# Margalida Jofre i Roca
Margalida Jofre i Roca (Andratx, 1905 - Palma, 1969) fou la primera dona que creà una associació de persones sordes a Espanya.
Era germana del batle republicà de Palma Bernat Jofre i Roca, i neta del lliurepensador andritxol Jaume Roca i Bauçà "Es gerrer".
Quedà sorda quan era una nina a causa d'una caiguda. Els seus pares la dugueren a l'Escola per a nines sordes i cegues de la Puríssima, a Barcelona, i amb setze anys torna a Mallorca. Sis anys després, el 1927 i ajudada pel seu germà, recorre Mallorca en cotxe amb la intenció de fer un cens de persones sordes de l'illa i crear una escola per a elles, però no ho aconsegueix fins al 1940, quan nasqué l'Escola de La Puríssima per a infants sords, a càrrec d'algunes monges franciscanes. El 25 de juliol de 1942 crea la delegació a Balears d'Acció Catòlica de Sordmuts amb un grup de trenta socis. El 1960, adquirí Son Anglada com a lloc de reunió per a l'Associació.
Morí el 1969, dos anys després que es complissin els vint-i-cinc anys de l'Associació de Persones Sordes de Mallorca, a causa d'un coma diabètic.